# تاوه نعل اسبی

یک تاوه نعل اسبی ناشی از توزیع یکنواخت نیروی بالابر (کاملاً نظری) روی بال هواپیما. تاوه آغازین نیز نشان داده شده است.

طبق نظریه خط بالابر، هرگونه تغییر در توزیع نیروی بالابر در طول بال، یک تاوه دنباله‌دار ایجاد می‌کند. تاوه آغازین نیز نشان داده شده است.

یک توزیع واقعی نیروی بالابر باعث ایجاد یک الگوی پیچیده از تاوه‌ها در پشت هواپیما می‌شود.

مدل تاوهٔ نعل اسبی (انگلیسی: Horseshoe vortex) یک نمایش ساده‌شده از سامانه‌های تاوه‌های موجود در جریان هوا در اطراف بال هواپیما است. این سامانهٔ تاوه‌ای با تاوه‌های متصل به بال و دو تاوه دنباله‌دار مدل‌سازی می‌شود و به همین دلیل شکلی شبیه به نعل اسب دارد. یک تاوه آغازین با شروع حرکت بال در سیال آزاد می‌شود. این تاوه تحت تأثیر گران‌روی (ویسکوزیته) از بین می‌رود، همان‌طور که تاوه‌های دنباله‌دار در نهایت در فاصله‌ای دور از هواپیما محو می‌شوند.
پایین‌رانش با پسای القایی مرتبط است و جزئی از سامانه تاوه‌های دنباله‌دار است.
مدل تاوه نعل اسبی غیرواقعی است زیرا دلالت بر گردش یکنواخت (و از این رو، طبق قضیه کوتا-جوکوفسکی، نیروی بالابر یکنواخت) در تمام بخش‌های طول بال دارد. در یک مدل واقعی‌تر، نظریه خط بالابر، قدرت تاوه در امتداد طول بال متفاوت است و از دست دادن قدرت تاوه به صورت یک ورقه تاوه‌ای در تمام لبه فرار آزاد می‌شود، نه به صورت یک دنباله در نوک بال. با این وجود، مدل تاوه نعل اسبی ساده‌تر که با طول بال مؤثر کاهش یافته اما با گردش یکسان در صفحه میانی استفاده می‌شود، یک مدل مناسب برای جریان‌های القایی دور از هواپیما ارائه می‌دهد.
اصطلاح تاوه نعل اسبی همچنین در مهندسی باد برای توصیف الگوی جریان ایجاد شده توسط بادهای شدید در اطراف پایه یک ساختمان بلند استفاده می‌شود. این اثر با وجود یک ساختمان کم‌ارتفاع در خلاف جهت باد تشدید می‌شود. این اثر در مرکز تحقیقات ساختمان بریتانیا بین سال‌های ۱۹۶۳ تا ۱۹۷۳ مورد مطالعه قرار گرفت و علت این اثر در کتاب‌های درسی معاصر مهندسی باد شرح داده شده است.
در هیدرودینامیک، شکلی از تاوه نعل اسبی در اطراف اجسام صلب در آب جاری، به عنوان مثال در اطراف پایه‌های پل، تشکیل می‌شود. آنها می‌توانند باعث شستشوی مواد بستر از بالادست و پایین‌دست پایه شوند.
در طبیعت، یک تاوه نعل اسبی می‌تواند باعث تشکیل یک ابر نعل اسبی شود.